# Reggie McBride
Reggie McBride (Detroit (Michigan), 17 september 1954) is een Amerikaans bassist. Hij werkt sinds de jaren zeventig als studiomuzikant en heeft ook enkele soloalbums gemaakt. Hij maakte van 1974 tot 1976 deel uit van de band Rare Earth. Hij is tevens betrokken bij het muzikale benefietproject Playing for Change.

## Discografie
- Fulfillingness' First Finale (1974) van Stevie Wonder
- Perfect Angel (1974) van Minnie Riperton
- Stevie Wonder presents Syreeta (1974) van Syreeta Wright
- It's My Pleasure (1975) van Billy Preston
- Home of the Brave (1975) van Christopher Rainbow
- It Looks Like Snow (1976) van Phoebe Snow
- A Period of Transition (1977) van Van Morrison
- Robbie Krieger & Friends (1977) van Robbie Krieger
- Innocent Bystander (1978) van John Palumbo
- Taka Boom (1979) van Taka Boom
- Night-Rider! (1979) van Tim Weisberg
- Borderline (1980) van Ry Cooder
- 21 at 33 (1980) van Elton John
- American Soul Man (1987) van Wilson Pickett
- Backstreets of Desire (1992) van Willy DeVille
- Return of the Product (1992) van MC Serch
- Slow Down (1998) van Keb' Mo'
- Soul of a Man (2006) van Eric Burdon